# Фран Наварро
Фран Наварро (ісп. Fran Navarro; 3 лютого 1998, Валенсія) — іспанський футболіст, нападник португальського клубу «Порту».
Виступав, зокрема, за клуби «Валенсія Месталья» та «Жил Вісенте».

## Ігрова кар'єра
Народився 3 лютого 1998 року в місті Валенсія. Вихованець футбольної школи клубу «Валенсія».
У дорослому футболі дебютував 2015 року виступами за команду «Валенсія Месталья», в якій провів чотири сезони, взявши участь у 76 матчах чемпіонату. 26 січня 2019 року через травму Кевіна Гамейро викликався до основи клубу «Валенсія» на матч проти «Вільярреаля» але всю гру провів на лавці запасних.
11 липня 2019 року Наварро на правах оренди перейшов до бельгійського клубу «Локерен». 26 вересня в матчі кубка Бельгії іспанець забив свій перший гол у програному матчі 2–4 проти «Антверпена». Єдиний гол у чемпіонаті Наварро забив 5 жовтня в переможній грі 3–2 проти «Ауд-Геверле Левен».
Згодом з 2020 по 2021 рік захищав кольори команди «Валенсія Месталья».
26 червня 2021 року Наварро підписав трирічний контракт з португальською командою «Жіл Вісенте». 9 серпня Фран відкрив лік забитим м'ячам в переможній грі 3–0 проти «Боавішти». За підсумками першого сезону іспанець посів четверте місце серед найкращих бомбардирів ліги, а його команда вперше вийшла до євротурнірів, зайнявши п’яте місце та потрапивши до Ліги конференцій УЄФА.
11 серпня 2022 року в матчі Ліги конференцій УЄФА іспанець відзначився дублем у переможній грі 4–0 проти латвійського клубу «Рига».
5 липня 2023 року підписав контракт на пять років з «Порту». Дебютував за нову команду 9 серпня у матчі за Суперкубок, вийшовши на заміну замість Мегді Таремі на 81-й хвилині. 
У 2024 році на умовах оренди виступав за грецький «Олімпіакос».
У грудні 2024 року, Наварро на правах оренди перейшов до іншого португальського клубу «Брага», до кінця поточного сезону з опцією викупу контракту. Фран підписав угоду до червня 2029 року.

## Виступи за збірні
З 2013 по 2016 роки Наварро залучався до лав юнацьких збірних Іспанії різних вікових категорій.

## Статистика виступів

### Статистика клубних виступів
| Сезон             | Команда             | Чемпіонат         | Чемпіонат | Чемпіонат | Національний кубок | Національний кубок | Національний кубок | Континентальні кубки | Континентальні кубки | Континентальні кубки | Інші змагання | Інші змагання | Інші змагання | Усього | Усього |
| Сезон             | Команда             | Ліга              | Ігор      | Голів     | Ліга               | Ігор               | Голів              | Ліга                 | Ігор                 | Голів                | Ліга          | Ігор          | Голів         | Ігор   | Голів  |
| ----------------- | ------------------- | ----------------- | --------- | --------- | ------------------ | ------------------ | ------------------ | -------------------- | -------------------- | -------------------- | ------------- | ------------- | ------------- | ------ | ------ |
| 2014–15           | «Валенсія Месталья» | СДБ               | 2         | 0         |                    | -                  | -                  |                      | -                    | -                    |               | -             | -             | 2      | 0      |
| 2015–16           | «Валенсія Месталья» | СДБ               | 4         | 1         |                    | -                  | -                  |                      | -                    | -                    |               | -             | -             | 4      | 1      |
| 2016–17           | «Валенсія Месталья» | СДБ               | 4         | 2         |                    | -                  | -                  |                      | -                    | -                    |               | -             | -             | 4      | 2      |
| 2017–18           | «Валенсія Месталья» | СДБ               | 31        | 4         |                    | -                  | -                  |                      | -                    | -                    |               | -             | -             | 31     | 4      |
| 2018–19           | «Валенсія Месталья» | СДБ               | 35        | 9         |                    | -                  | -                  |                      | -                    | -                    |               | -             | -             | 35     | 9      |
| 2019–20           | «Локерен»           | Д1                | 12        | 1         | КБ                 | 2                  | 1                  |                      | -                    | -                    |               | -             | -             | 14     | 2      |
| 2020–21           | «Валенсія Месталья» | СДБ               | 22        | 11        |                    | -                  | -                  |                      | -                    | -                    |               | -             | -             | 22     | 11     |
| 2021–22           | «Жіл Вісенте»       | ПЛ                | 32        | 16        | КП+КПЛ             | 0+2                | 0                  |                      | -                    | -                    |               | -             | -             | 34     | 16     |
| 2022–23           | «Жіл Вісенте»       | ПЛ                | 34        | 17        | КП+КПЛ             | 6                  | 2                  | ЛК                   | 3                    | 2                    |               | -             | -             | 43     | 21     |
| 2023–24           | «Порту»             | ПЛ                | 6         | 0         | КП                 | 2                  | 1                  | ЛЧ                   | 1                    | 0                    |               | 1             | 0             | 10     | 1      |
| 2023–24           | «Олімпіакос»        | ГС                | 16        | 5         | КГ                 | 2                  | 0                  | —                    | -                    | -                    |               | -             | -             | 18     | 5      |
| 2024–25           | «Брага»             | ПЛ                | 9         | 4         | КП+КПЛ             | 3                  | 0                  | —                    | -                    | -                    |               | -             | -             | 12     | 4      |
| Усього за кар'єру | Усього за кар'єру   | Усього за кар'єру | 201       | 70        |                    | 17                 | 4                  |                      | 4                    | 2                    |               | 1             | 0             | 227    | 76     |

## Титули та досягнення
- Володар Суперкубка Португалії (1):

«Порту»: 2024